# Qızıltəpə dağı
Qızıltəpə dağı (armeniska: Ծիծեռնաքար Լեռ) är ett berg i Azerbajdzjan. Det ligger i den sydvästra delen av landet, 300 km väster om huvudstaden Baku. Toppen på Qızıltəpə dağı är 3 183 meter över havet, eller 195 meter över den omgivande terrängen. Bredden vid basen är 1,7 km.
Terrängen runt Qızıltəpə dağı är kuperad åt nordost, men åt sydväst är den bergig. Runt Qızıltəpə dağı är det ganska glesbefolkat, med 38 invånare per kvadratkilometer.. Det finns inga samhällen i närheten. 
Trakten runt Qızıltəpə dağı består i huvudsak av gräsmarker.